# Paulasterias
Paulasterias es un género de equinodermos asteroideos y único taxón de la familia Paulasteriidae. Se trata de un grupo de asteroideos que viven a grandes profundidades, en los océanos Pacífico y Antártico.

## Especies
Se reconocen las siguientes especies:
- Paulasterias mcclaini Mah et al., 2015
- Paulasterias tyleri Mah et al., 2015